# Ogonna Nnamani
Ogonna Nneka Nnamani (Bloomington, 29 de julho de 1983) é uma ex-jogadora de voleibol dos Estados Unidos que competiu nos Jogos Olímpicos de 2004 e 2008.
Em 2004, ela jogou em cinco confrontos e finalizou na quinta colocação com o conjunto americano no campeonato olímpico. Quatro anos depois, ela fez parte da equipe americana que conquistou a medalha de prata no torneio olímpico de 2008, no qual atuou em cinco partidas.